# 安平路 (臺南市)

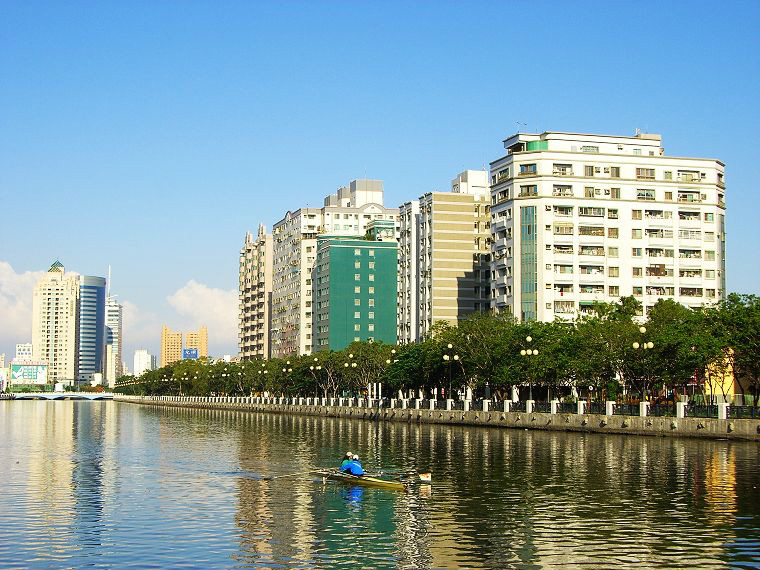
臺南運河；安平路位於圖左

安平路為臺灣臺南市的主要道路之一。東起中華西路接民生路，沿台南運河北岸，西至同平路交叉路口，通車長度3.6公里。而安平路與民生路共編台南市道路編號222。

## 歷史
安平路原始起點位於西門路，1980年代初期台南市區道路重編時，西門路至中華西路之路段改編為民生路二段，安平路起點西移至中華西路。
2011年，配合安平湖港打通計畫，今安平路已分成中華西路－湖內一街（安平湖港東畔）及安平湖港西畔－同平路兩條相連的道路。

## 沿線地標及設施
（由東至西排序）
- 台南市公共自行車-YouBike2.0安平中華西
- 台南運河
- 台南市公共自行車-YouBike2.0劍獅公園
- 劍獅公園
- 臺南市安平區石門國民小學
- 安平老街（延平老街）
- 安平劍獅城
- 安平觀音亭
- 安平古堡
- 安平開臺天后宮
- 安平古堡收費停車場
- 安平小砲台
- 安平港歷史水景公園
- 水景公園停車場
- 台南市公共自行車-YouBike2.0水景公園停車場
- 安平航海城
- 安平水景橋
- 福爾摩沙遊艇酒店
- 水井橋停車場
- 同平路停車場

## 本路段客運
- 市區公車[1]

| 編號 | 路線                         | 本路段公車站                                          |
| ---- | ---------------------------- | ----------------------------------------------------- |
| 2    | 崑山科大－安平／三鯤鯓／四草 | 平安里－安平國中 安平古堡（安平路）－安北路口（返程） |